# Albert Peter Low
Pour les articles homonymes, voir Low.
Albert Peter Low (Montréal, 24 mai 1861 – Ottawa, 9 octobre 1942) est un géologue, explorateur et haut fonctionnaire canadien. Il est connu pour ses nombreuses expédition dans les régions inexplorées de la péninsule du Labrador et des régions arctiques du Canada.

## Biographie

### Jeunesse
D'origine allemande et anglaise —ses ancêtres américains ont émigré durant la vague loyaliste de 1783—, Albert Peter Low est né à Montréal, le 24 mai 1861. Après de brillantes études à l'Université McGill, il reçoit un baccalauréat en sciences appliquées en 1882.
Au cours de son séjour à McGill, il se distingue également pour ses exploits sportifs. Il a joué au hockey sur glace pour deux équipes célèbres, d'abord avec club de hockey de McGill, que d'aucuns considèrent comme le premier club de hockey organisé au monde. À titre de gardien de but de l'équipe de McGill, il est membre de la première équipe à remporter le championnat canadien, dans le cadre du Carnaval d'hiver de Montréal en 1883. Après son déménagement à Ottawa, il est l'un des membres fondateurs du club de hockey d'Ottawa, formé dans les semaines qui ont suivi le tournoi 1883. Dans l'uniforme de sa nouvelle équipe, il participe au tournoi du Carnaval d'hiver de Montréal en 1884 et blanchit son ancienne équipe. Il a porté l'uniforme du Club de hockey d'Ottawa jusqu'en 1889.

### Explorations

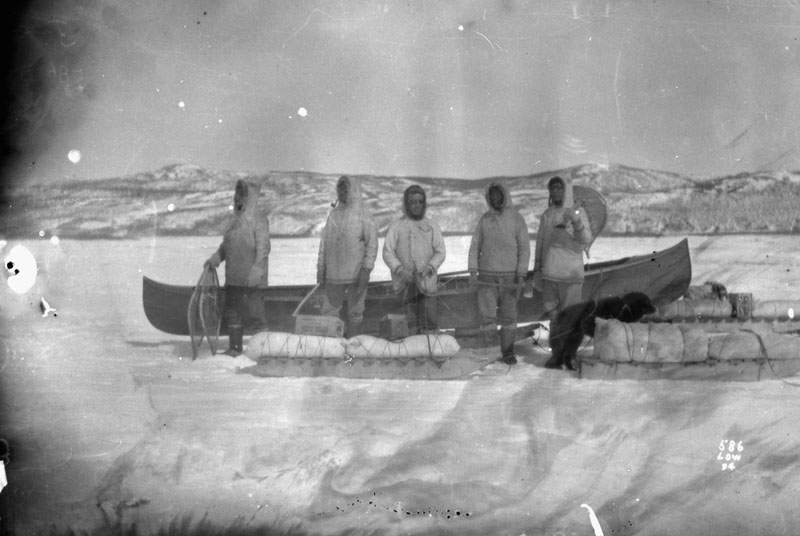
Albert Peter Low et son équipe prennent une pause au lac Winokapau, dans la région du fleuve Hamilton (maintenant fleuve Churchill) au Labrador, en 1894.

Il entre au service de la Commission géologique du Canada en 1882 à titre d'arpenteur et d'explorateur. Par trois voyages, ils se rend sur le territoire de l'actuelle Baie-James. Au cours de la première expédition, un conflit éclate avec le commandant, John Bignell, et l'expédition passe bien près d'y passer. Ils réussissent néanmoins  à atteindre le lac Mistassini pour ensuite descendre la rivière Rupert. La seconde expédition, celle de 1887, se concentre sur le littoral côtier de la Baie-James. Enfin, en 1892, il commande sa troisième expédition dans la région en passant cette fois par la rivière Ashuapmushuan, le lac Obatogamau, le lac Chibougamau, le lac Waconichi, le lac Mistassini et finalement atteindre la Baie-James par la rivière Eastmain.
Reconnu par ses patrons pour son excellent travail, on lui confie une série de missions scientifiques dans le nord du Canada. Il se distingue notamment lors d'une série de six explorations scientifiques dans la péninsule du Labrador entre 1892 et 1899. Pendant huit étés et deux hivers, Low, accompagné d'un ou deux assistants et de quelques guides, parcourt près de 10 000 milles (16 100 km) en canot, en traîneau à chiens, en yacht en bateau de pêche, ou le plus souvent, à pied. Son équipe et lui corrigent les cartes approximatives, inventorient la faune, la flore, la population, les ressources hydrauliques et minérales des côtes de la basse Côte-Nord, et du Labrador à l'est jusqu'à la baie d'Hudson à l'ouest ; de la Manicouagan jusqu'à la baie d'Ungava.
Low est aussi connu pour son expédition de 15 mois dans l'est de l'Arctique, un voyage dont est issu un best-seller, The Cruise of the Neptune, paru en 1906. Accompagné de scientifiques et de membres de la police montée du Nord-Ouest, il revendique officiellement possession, au nom du Dominion, de l'île d'Ellesmere et rapporte des minéraux, des fossiles ainsi que de nombreux spécimen de la faune et de la flore de ces régions.
En 1906, il est nommé au poste de président de la Commission géologique et devient le premier sous-ministre du ministère des Mines l'année suivante. Il est forcé de prendre sa retraite en 1913, en raison d'une grave maladie.

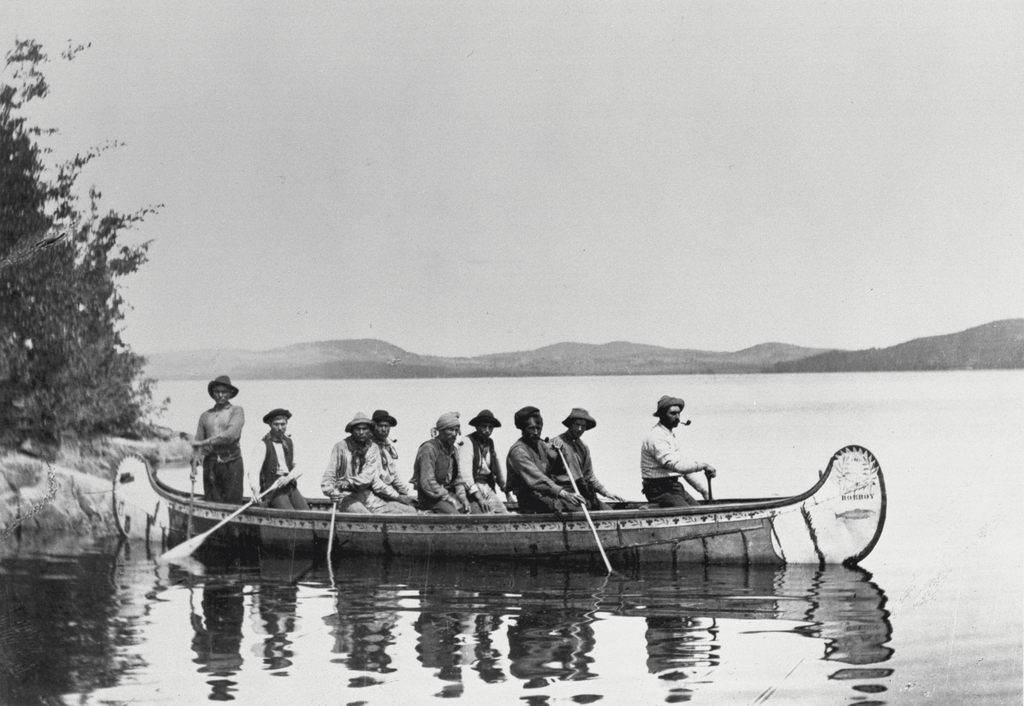
Expédition d'Albert P. Low au lac Chibougamau, 1892.

## Hommages
L'aplowite, un sulfate de cobalt, transparent et de couleur rose, est nommé en son honneur.

## Toponymie
Plusieurs lieux sont nommés en l'honneur d'Albert Peter Low au Québec.
- Mont Albert-Low, Nord-du-Québec[6]
- Lac Low, (Nunavik) Nord-du-Québec[7]
- Lac Low, (Eeyou Istchee Baie-James), Nord-du-Québec[8]
- Rue A.-P.-Low, Schefferville, Côte-Nord[9]
- Avenue Low, Baie-Comeau, Côte-Nord[10]
- Ruelle Low, Baie-Comeau, Côte-Nord[11]

## Œuvres
- (en) Albert Peter Low, Report on the exploration in the Labrador Peninsula along the East Main, Koksoak, Hamilton, Manicuagan and portions of other rivers in 1892-93-94-95, Ottawa, Éditeur de la Reine, 1896, 387 p. (ISBN 0665294387, lire en ligne)
- (en) Albert Peter Low, Report on the Dominion Government expedition to Hudson Bay and the Arctic islands on board the D.G.S. Neptune, 1903-1904, Ottawa, Government Printing Bureau, 1906, 355 p. (OCLC 17284367, lire en ligne)